# Kouilou
Pour les articles homonymes, voir Kwilu.
Le Kouilou est l'un des douze départements de la république du Congo, l'un des deux seuls situés sur son littoral à l'ouest du pays.
Son chef-lieu est Loango.

## Géographie
Il est limitrophe du département du Niari à l'est dont le nord-est, de celui également côtier de Pointe-Noire au sud, entre le Gabon au nord(-ouest), l'océan Atlantique à l'ouest et l'enclave angolaise de Cabinda au sud-sud-est.
|                                    | Nyanga       | Niari   |
| Golfe de Guinée (océan Atlantique) | Kouilou      | Niari   |
|                                    | Pointe-Noire | Cabinda |

Le département du Kouilou se compose de deux ensembles de reliefs : 
- la plaine côtière composée essentiellement de savane ;
- le Mayombe, chaîne de montagnes essentiellement forestière.

Quatre fleuves s'y jettent dans l'océan Atlantique : la Conkouati, la Noumbi, la Loémé et le Kouilou(-Niari).
Ce dernier s'appelle Niari hors de sa région éponyme. Il est le deuxième fleuve congolais par son débit et prend sa source sur les plateaux Batéké près de la capitale nationale Brazzaville.

## Population
La population du Kouilou est composée  des Vilis, Yombés, Babongos et (Ba)Lumbus,.
La répartition des langues de "la région" coïncide généralement avec le milieu naturel : le yombé est parlé dans le Mayombe (montagnards), le tchivili sur le littoral (150 km de long pour 50 de large).
Les Lumbus sont plutôt originaires de la contrée du Niari, sinon de celle du Kouilou.

## Toponymie
Le toponyme Kouilou, Kwilu ou Cuilo, est le nom de plusieurs cours d'eau d'Afrique centrale (république du Congo, république démocratique du Congo, Angola) et de régions administratives qu'ils arrosent.
Il serait étymologiquement issu du verbe kwilekana signifiant s'étendre en langue vili, du fait de la largeur des fleuves et bassins homonymes selon les premiers pêcheurs connus localement dans leur(s) rapport(s) de découvertes au(x) roi(s) de Mâ / Ma(-)Loango contemporain(s).

## Districts
- Hinda (créé en 2002 du fait de la scission d'un département propre à Pointe-Noire d'avec celui du présent Kouilou),
- Kakamoéka,
- Madingo-Kayes,
- Mvouti,
- Nzambi,
- Loango[5].